# Казас, Илья Азарьевич
Илья́ Аза́рьевич Каза́с (23 февраля 1901, Симферополь — 8 сентября 1973, Одесса) — советский агроном

, специалист в области виноградарства и защиты растений.

## Биография
Родился в 1901 году в Симферополе в караимской семье выпускника Симферопольской мужской казённой гимназии и юридического факультета Новороссийского университета, присяжного поверенного Азария Ильича Казаса (15.05.1865 — ?). Внук крымского просветителя, педагога и поэта Ильи Ильича Казаса. Мать — Ревекка Соломоновна Казас, сестра милосердия военного времени, по словам фольклориста А. К. Кончевского, в 1920-х — 1930-х годах считалась одним из «выдающихся знатоков и исполнителей народной песни» в Крыму.
В 1920-х годах обучался в Крымском институте специальных культур и Харьковском сельскохозяйственном институте. В 1925 году окончил Высшие курсы по защите растений Народного комиссариата земледелия Украинской ССР. Защитил кандидатскую диссертацию по специальности «сельскохозяйственные науки». На 1945 год — начальник отдела Госинспекции по семенному контролю и карантину сельскохозяйственных растений Наркомзема СССР. До 1947 года работал в Министерстве сельского хозяйства СССР. Основатель и первый директор с 1948 по 1973 год Всесоюзной научно-исследовательской противофиллоксерной станции (ВНИФС) в Одессе. Один из организаторов Государственной службы по карантину растений Министерства сельского хозяйства СССР. Разрабатывал и внедрял в производство комплексную систему карантинных мер по защите виноградников от филлоксеры. Руководил ликвидацией очагов заражения виноградников на Украине, в Крыму, Молдавии, Краснодарском крае и Азербайджане. Выполнял организационную и пропагандистскую работу в Одесском отделении Всесоюзного энтомологического общества.
Автор восьми изобретений и рационализаторских предложений. Опубликовал 104 работы по вопросам экологии, динамики распространения и ликвидации очагов филлоксеры, посадки саженцев винограда под гидробуры.
Умер в Одессе в 1973 году.
Личный архив И. А. Казаса хранится в объединённом фонде «Крымские караимы г. Одессы» Государственного архива Одесской области.

## Награды
За многолетнюю плодотворную научно-исследовательскую деятельность награждён пятью правительственными наградами, тремя знаками «Отличник сельского хозяйства», золотой, серебряной и бронзовой медалями ВДНХ, а также медалью «За трудовую доблесть» (10 сентября 1945) — за успешное выполнение задания правительства в трудных условиях войны по обеспечению фронта и населения страны продовольствием, а промышленности — сельскохозяйственным сырьём.

## Труды
- Казас И. А. Инструкция по обследованию виноградников. — Киев: Держ. вид-во колгосп. i радгосп. лiт-ри, 1938. — 24 с.
- Казас И. А. Филлоксера и меры борьбы с ней / И. А. Казас, А. С. Горкавенко, В. М. Пойченко. — Симферополь: Крымиздат, 1960. — 231 с.
- Казас И. А. Защита виноградников от филлоксеры / И. А. Казас, А. С. Горкавенко, Г. А. Кирюхин, Э. А. Асриев. — М.: Колос, 1971. — 264 с.